# Teïmouraz II
Teïmouraz II (en géorgien : თეიმურაზ II ; né à Tiflis en 1680, mort le 8 janvier 1762 à Saint-Pétersbourg) est un roi de la dynastie des Bagrations qui règne sur la Kakhétie de 1732 à 1744 et sur le Karthli de 1744 à 1762.

## Biographie
Teïmouraz est le second fils du roi Héraclius Ier de Kakhétie et de son épouse Ana Iroubakidzé.
Pendant le règne de son frère aîné David II Imām Qoulī Khān, retenu en Iran, le jeune Teimouraz gouverne le pays comme régent entre 1709 et 1715. Après le meurtre de son demi-frère Constantin II Mahmoud Qoulī Khān par les Ottomans en 1732, Teimouraz se réfugie dans la montagne et conduit une guérilla contre l’occupation ottomane en Géorgie orientale.
Lorsque Nâdir Shâh, après avoir renversé les Séfévides et rétabli la puissance de la Perse, occupe de nouveau la région, il fait arrêter Teimouraz par Séphi Khan, le gouverneur iranien de Karthli, qui met sur le trône le neveu musulman de Teimouraz, Alexandre Nazar Ali Mirza.
Libéré deux ans plus tard sur ordre du Chah, Teïmouraz II entreprend avec l’aide de son fils, le futur roi Héraclius de Géorgie, de vaincre les opposants menés par le prince Giv Amilakhavri.
En récompense de la participation active d'Héraclius et de ses auxiliaires géorgiens à la campagne de l’armée iranienne contre l'Empire moghol, Nâdir Shâh dispense à partir de 1742 la Kakhétie du tribut annuel auquel elle était assujettie. Le shah fait preuve d’une bienveillante neutralité lorsque Teimouraz annexe en 1743 et en 1744 les duchés d’Aragvi et de Ksani, qui s’étaient constitués en entités quasi indépendantes en Kakhétie.
En 1744, afin de mettre fin à l’insurrection permanente du Karthli contre l’administration perse, Nâdir Shâh autorise l’épouse de Teimouraz, la reine Thamar II, fille et héritière de Vakhtang VI, à monter sur le trône de Karthli. Son époux est également proclamé roi de ce pays pendant qu’il cède le trône de Kakhétie à leur fis et héritier Héraclius II, ouvrant ainsi la voie à une réunification de la Géorgie orientale.
Comme bon nombre de ses prédécesseurs, Teimouraz estime que l’expansion de la puissance russe constituerait une protection pour les chrétiens orthodoxes du Caucase contre les Ottomans et les Perses. En 1760, il visite la cour russe sans beaucoup de succès et meurt subitement à Saint-Pétersbourg le 8 janvier 1762 lors d’un second voyage. Teimouraz II est inhumé aux côtés de son beau-père le roi Vakhtang VI de Karthli dans la cathédrale d’Astrakhan.

## Union et descendance
Teïmouraz II a eu trois épouses :
1. une fille de Bahadour II Sidamoni, duc d’Aragvi, dont il divorce en 1710 ;
2. le 2 février 1712 Thamar II de Karthli, dont :
  - Héraclius II ;
  - David, mort en 1729 ;
  - Jean, mort en 1736 ;
  - Salomon (1747-1749) ;
  - Kethévan, qui épouse en 1737 Adil Châh de Perse ;
  - Eleni (morte avant 1743), épouse de Zaza VII, prince Panaskertéli-Zémo ;
  - Ana, qui épouse en 1744 le prince Démétrius Ier Orbéliani.
3. en août 1746 Ana, fille du prince Bejan Takaltoïan Barataschvili, dont :
  - Thamar, née en 1749 ;
  - Elizabed (1750-1770).

## Sources
- Cyrille Toumanoff, Les dynasties de la Caucasie chrétienne de l'Antiquité jusqu'au XIXe siècle : Tables généalogiques et chronologiques, Rome, 1990, p. 164-165.
- Alexandre Manvelichvili, Histoire de la Géorgie, Paris, Nouvelles Éditions de la Toison d'Or, 1951, 476 p., p. 317-322.
- Nodar Assatiani et Alexandre Bendianachvili, Histoire de la Géorgie, Paris, l'Harmattan, 1997, 335 p. [détail des éditions] (ISBN 2-7384-6186-7, présentation en ligne), p. 210-216.